# USABA
USABA (United States Association of Blind Athletes) – Amerykański Związek Niewidomych Atletów. 
Organizacja nadzorująca sport niewidomych i niedowidzących w USA.
Zajmuje się ona takimi dyscyplinami jak: lekkoatletyka, goalball, judo, kolarstwo tandemowe, narciarstwo, pływanie czy piłka nożna dla niewidomych
Jest odpowiednikiem europejskiej IBSA-y.